# Asesinato en el Comité Central
Asesinato en el Comité Central è un film del 1982 diretto da Vicente Aranda, tratto dal romanzo Assassinio al Comitato Centrale di Manuel Vázquez Montalbán.